# Ichneumonosoma
Ichneumonosoma este un gen de muște din familia Tephritidae.

Cladograma conform Catalogue of Life:
| Ichneumonosoma | \| \| Ichneumonosoma consors \| \| \| \| \| \| Ichneumonosoma heinrichi \| \| \| \| \| \| Ichneumonosoma imitans \| \| \| \| |
|                | \| \| Ichneumonosoma consors \| \| \| \| \| \| Ichneumonosoma heinrichi \| \| \| \| \| \| Ichneumonosoma imitans \| \| \| \| |
|                | Ichneumonosoma consors |
|                | |
|                | Ichneumonosoma heinrichi |
|                | |
|                | Ichneumonosoma imitans |
|                | |